# Eunuch der Kandake

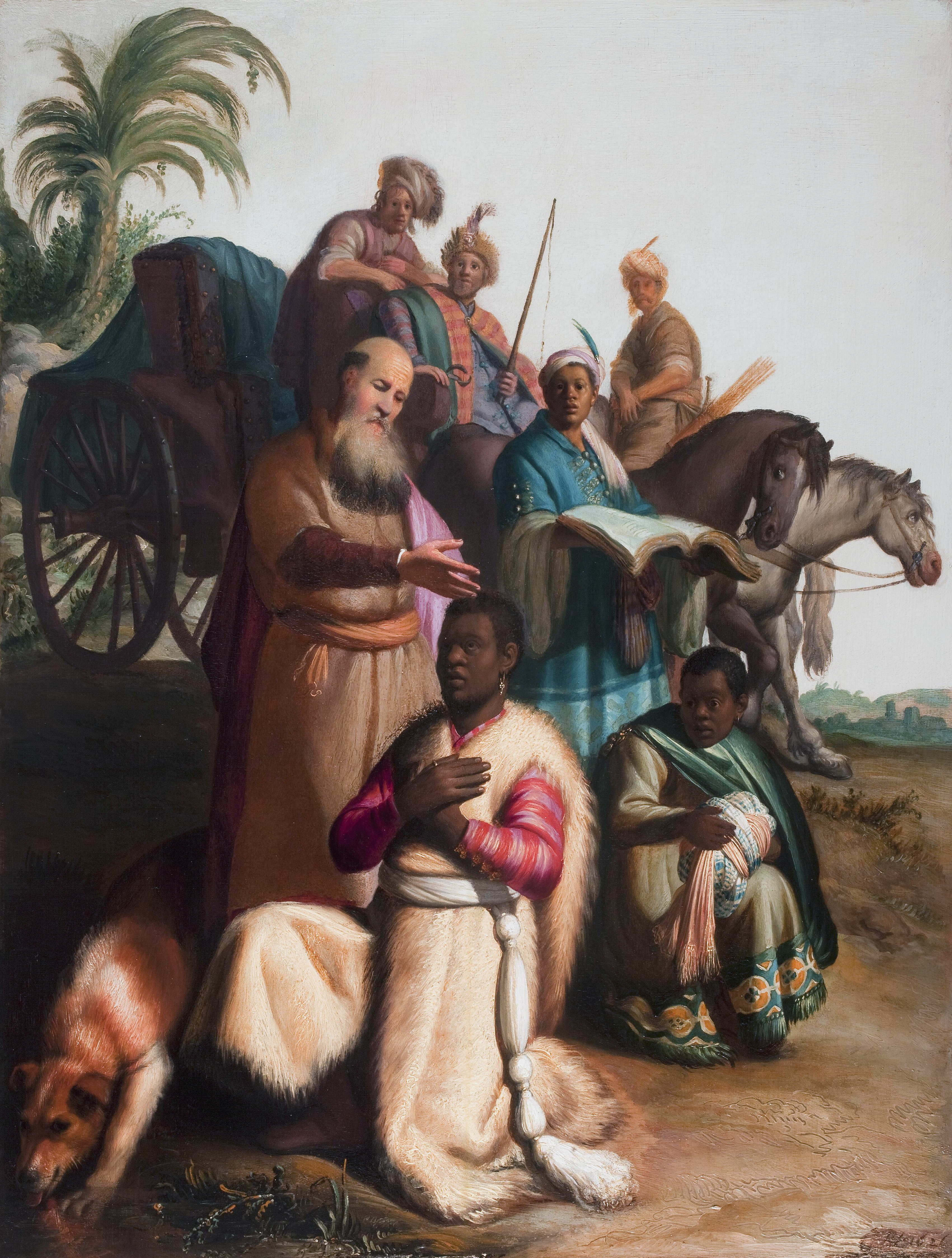
Rembrandt, Die Taufe des Kämmerers oder Die Taufe des Eunuchen, um 1626.

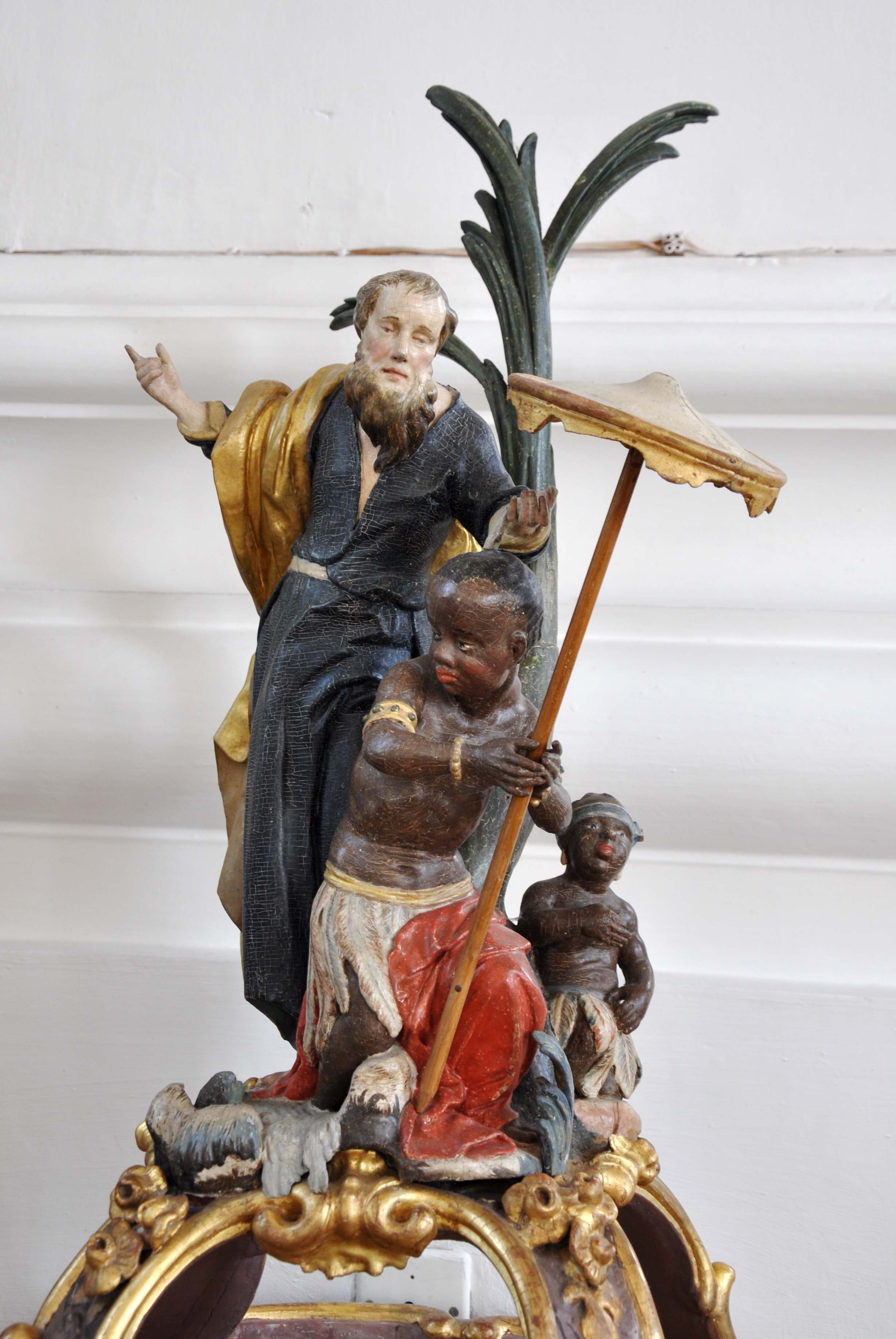
Philippus tauft den Kämmerer von Äthiopien, Taufsteinaufsatz in der Pfarrkirche St. Martin, Unteressendorf (Oberschwaben)

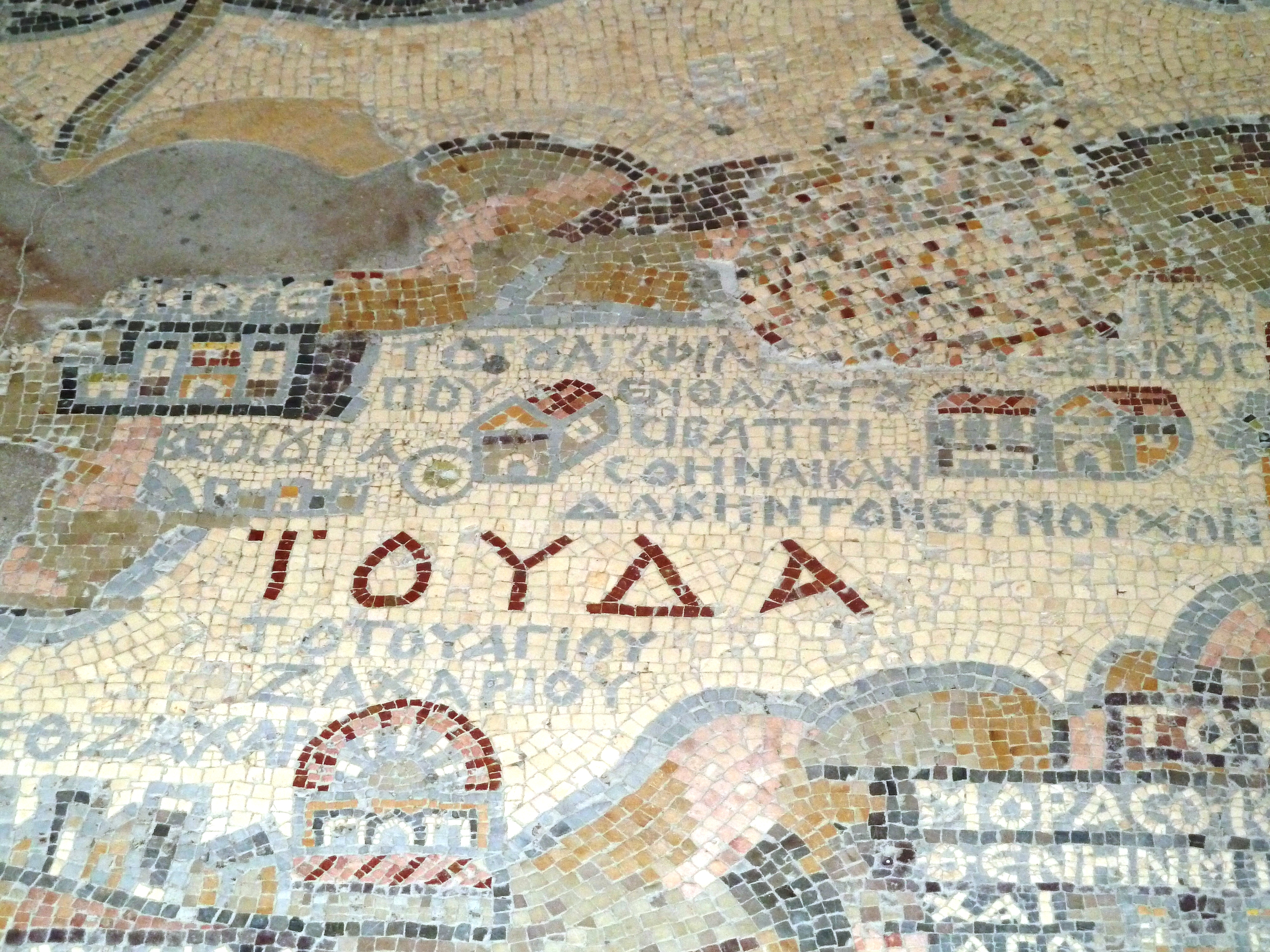
Darstellung des Taufortes auf der Madaba-Karte (das Gebäude mit dem runden Becken über der roten Schrift)

Der Eunuch der Kandake war ein Würdenträger der nubischen oder äthiopischen Königin Kandake. Nach biblischer Überlieferung war er der erste Nichtjude, der getauft wurde.

## Biblische Überlieferung
Die biblische Erzählung in der Apostelgeschichte 8,27–39  schildert die Taufe des Kämmerers der Kandake durch den Diakon Philippus. Datiert wird die Erzählung in das erste Jahr nach der Auferstehung Christi. Bei der Kandake handelte es sich möglicherweise um die für die Zeit um 50 n. Chr. bezeugte Amanitore.

„Nun war da ein Äthiopier, ein Kämmerer, Hofbeamter der Kandake, der Königin der Äthiopier, der ihren ganzen Schatz verwaltete. Dieser war nach Jerusalem gekommen, um Gott anzubeten, und fuhr jetzt heimwärts. Er saß auf seinem Wagen und las den Propheten Jesaja. Und der Geist sagte zu Philippus: ‚Geh und folge diesem Wagen‘. Philippus lief hin und hörte ihn den Propheten Jesaja lesen. Da sagte er: ‚Verstehst du auch, was du liest?‘ Jener antwortete: ‚Wie könnte ich es, wenn mich niemand anleitet?‘ Und er bat den Philippus, einzusteigen und neben ihm Platz zu nehmen. Der Abschnitt der Schrift, den er las, lautete: ‚Wie ein Schaf wurde er zum Schlachten geführt; und wie ein Lamm, das verstummt, wenn man es schert, so tat er seinen Mund nicht auf. In der Erniedrigung wurde seine Verurteilung aufgehoben. Seine Nachkommen, wer kann sie zählen? Denn sein Leben wurde von der Erde fortgenommen.‘ Der Kämmerer wandte sich an Philippus und sagte: ‚Ich bitte dich, von wem sagt der Prophet das? Von sich selbst oder von einem anderen?‘ Da begann Philippus zu reden und ausgehend von diesem Schriftwort verkündete er ihm das Evangelium von Jesus. Als sie nun weiterzogen, kamen sie zu einer Wasserstelle. Da sagte der Kämmerer: ‚Hier ist Wasser. Was steht meiner Taufe noch im Weg?‘ Er ließ den Wagen halten und beide, Philippus und der Kämmerer, stiegen in das Wasser hinab und er taufte ihn. Als sie aber aus dem Wasser stiegen, entführte der Geist des Herrn den Philippus. Der Kämmerer sah ihn nicht mehr und er zog voll Freude weiter.“

Auffällig an der Erzählung ist, dass der Getaufte ausdrücklich als εὐνοῦχος / Eunuch bezeichnet wird. Nach Dtn 23,2  durften Entmannte nicht in die jüdische Gemeinde aufgenommen werden und waren vom Tempelgottesdienst ausgeschlossen. Der Prophet Jesaja dagegen bewertete die Gesetzestreue und Frömmigkeit eines (nicht zur Gemeinde gehörenden) Eunuchs als gottgefälliger als die reine Zugehörigkeit zum Volk Israel (Jes 56,3 ). Trotzdem konnten Eunuchen auch zur Zeit Jesu nicht zum Judentum übertreten.
Die Taufe des Kämmerers der Kandake ist die erste in der Apostelgeschichte berichtete Taufe eines Nichtjuden. Erst in Apg 10  wird von der Taufe des römischen Hauptmanns Cornelius berichtet. Auch in dieser Geschichte wird der Taufende, in diesem Fall Simon Petrus, vom Heiligen Geist ausdrücklich aufgefordert, die Grenzen der Zugehörigkeit zum Judentum und zum Volk Israel zu überschreiten und auch Nichtjuden in die Gemeinde aufzunehmen. Anders als Cornelius, dessen Taufe zum ersten Anlass der Beschäftigung der Urgemeinde mit der Frage ihres Verhältnisses zur Taufe von Heiden und der Aufnahme von Heidenchristen in die Gemeinde wurde, die im Apostelkonzil geklärt wurde, kam der Eunuch nach seiner Taufe offensichtlich nicht mehr in Kontakt zur Urgemeinde.

## Tradition
Der Kirchenvater Irenäus von Lyon bezeichnete den Eunuch der Kandake als einen Gottesfürchtigen, einen dem Judentum Nahestehenden, und ersten christlichen Missionar in Äthiopien. Eusebius von Caesarea nennt ihn den ersten Getauften unter den Heiden. Nach ihm soll er den Märtyrertod gestorben sein.
In der Spätantike lokalisierten Pilger die Stelle, wo die Taufe stattgefunden haben soll, am Philippusbrunnen bei der Garnisonsstadt Beth-Zur nördlich von Hebron. Dort wurde eine Kirche mit einem Taufbecken vor dem Gebäude errichtet. Die Basilika und das Taufbecken sind auf der Mosaikkarte von Madaba aus der Mitte des 6. Jahrhunderts dargestellt. Die griechische Beschriftung lautet übersetzt: „Das (Heiligtum) des heiligen Philippus, wo, wie man sagt, Kandake der Eunuch getauft wurde.“ Fälschlicherweise ist der Titel der äthiopischen Königin als Name ihres Kämmerers angegeben. Nach verschiedenen späteren Traditionen soll sein Name (Simeon) Bachos oder Djan Darada gewesen sein. Den Namen Simeon verdankte er wohl der Identifizierung mit dem Apg 13,1  genannten Simeon Niger.
Bis heute führt sich die Äthiopisch-Orthodoxe Tewahedo-Kirche auf den Eunuchen zurück. Nach koptischer und byzantinischer Tradition verkündigte er nach seiner Bekehrung zum Christentum das Evangelium in Südarabien (Arabia eudaimon) und in Ceylon (Taprobane).
Die Griechisch-Orthodoxe Kirche feiert seinen Gedenktag am 27. August.

## Künstlerische Darstellung
In der christlichen Kunst ist die Taufe des Kämmerers verhältnismäßig selten dargestellt. Die meisten Darstellungen stammen aus den calvinistischen Niederlanden ab der Mitte des 16. Jahrhunderts. Das berühmteste Beispiel ist Die Taufe des Kämmerers von Rembrandt van Rijn von 1626. In der niederländischen Kunst verschwindet die Taufe des Kämmerers bald nach 1660 weitgehend. Das Motiv wurde aber in Deutschland im 18. Jahrhundert populär, häufig als Kopie dieses und weiterer Abbildungen von Rembrandt.